# Mithuna quadriplaga
Mithuna quadriplaga là một loài bướm đêm thuộc phân họ Arctiinae, họ Erebidae.